# Косвож (приток Большого Аранца)
Косвож (Косьвож, Косъвож) — река в России, протекает в Республике Коми по территории района Печора. Левый приток реки Большой Аранец.

## География
Устье реки находится в 66 км по левому берегу реки Большой Аранец. Длина реки составляет 23 км.

## Этимология гидронима
Косвож  у коми — «сухой приток», от кос «сухой» и вож «приток».

## Данные водного реестра
По данным государственного водного реестра России относится к Двинско-Печорскому бассейновому округу, водохозяйственный участок реки — Печора от водомерного поста у посёлка Шердино до впадения реки Уса, речной подбассейн реки — бассейны притоков Печоры до впадения Усы. Речной бассейн реки — Печора.
Код объекта в государственном водном реестре — 03050100212103000063368.